# 지우 (트롯가수)
지우는 대한민국의 트로트 걸그룹 가수이다. 플라잉요가, 골프 운동을 했으며, 2018년 9월 12일 데뷔한 트로트 걸그룹 '꽃누나(Flow sister)'에서 '연하'로 활동했다. 이후 2022년 12월 즘 트로트 걸그룹 '레이디티'(Lady T)의 7기 멤버로 합류해 트로트 가수로 활동하고 있다. 레이디티 멤버 중 맏언니다.

## 앨범
- 2018.09.12. 걸그룹 '꽃누나' 싱글 《꽃 같은 사랑 (Love like a Flower)》 수록곡〈꽃 같은 사랑 (Love like a Flower)〉 (타이틀, 작사: Ming, 작곡: 윤지원, 편곡: 랩소디(Rhapsodies)), (장르:세미트로트, 발매사: (주)오감엔터테인먼트, 기획사: 디홀릭에이전시)[2]

## TV
- 2023.03.12. KBS 1TV 《전국노래자랑》 목포시편, 〈있을 때 잘해〉
- 2023.04.29. G1방송 《전국 TOP 10 가요쇼》940회 '철원 대한가수협회 특집' (철원 남종현센터),〈있을 때 잘해〉,〈청춘열차〉

## 기타
- MBTI : ENFP
- 신체 : 168cm, 46kg